# Sex and Zen - Il tappeto da preghiera di carne
Sex and Zen - Il tappeto da preghiera di carne (Yù pútuán zhī tōuqíng bǎojiàn ) è un film del 1991 diretto da Michael Mak, basato su alcuni capitoli di un celebre romanzo erotico cinese del XVII secolo, scritto da Lǐ Yú: Il tappeto da preghiera di carne.

## Trama
Ai tempi della dinastia Ming, un giovin signore, Mei Yung-sheng è convinto di dover sfruttare al meglio il tempo che la vita gli dà per cercare e trovare il piacere sessuale assoluto. Quando conosce Huk-Yung, la bellissima figlia di un ricco commerciante, i due giovani s'innamorano follemente e si sposano, ma la donna non riesce a soddisfare pienamente i desideri del suo compagno. Per Mei Yung-sheng comincia così la ricerca del vero piacere. Si fa trapiantare un membro equino per praticare con successo lo sport preferito dall'uomo: ma il troppo stroppia.

## Edizione italiana
Il film è stato distribuito in Italia nel gennaio 1993. Il doppiaggio è stato realizzato dalla SINC Cinematografica.

## Sequel e remake
Il film conta diversi sequel e un remake:
- Sex and Zen 2 (1996), regia di Chin Man Kei
- Sex and Zen III (1998), regia di Aman Chang
- Sex and Zen 3D (2011), regia di Christopher Sun Lap Key, remake stereoscopico